# 将軍ジャパン
株式会社将軍ジャパン(しょうぐんジャパン)は、北海道江別市に本社をおき、理美容事業、フード事業、不動産事業などを運営する会社である。2022年の全業態店舗数は189店舗である。

## 沿革
- 1996年2月 - 株式会社将軍ジャパン設立。
- 1997年5月 - 理容のディスカウント1号店「大麻店」

## 店舗
現在、以下のような店舗を出店している。

### 理容室
- カットショップクイック
- 理容のディスカウント
- 理容室ダンディズム
- 理容室ダンディズムプラス

### 美容室
- サロン・ド・ヴィヴィ
- シンクロニシティ池袋
- ヘアメイクルーム　ブリランス
- 彩美

### ヘアーサロン複合施設
- ヘアーサロンパーク

### ヘアカット専門店
- クイックカットBB
- カットバリュー
- カットバリュープラス
- ミルキースマイル

### ヘアカラー専門店
- ディスカウント　ヘアーカラー　ザ・バリュー

### フード事業
- ゆであげ生スパゲティ ポポラマーマ江別野幌店

### まつ毛エクステ専門店
- セレビアイ(北海道)

### ネイルサロン
- ネイルサロンラポール

### 不動産事業
- ピタットハウス新札幌店
- SJPザ・クラスシリーズ

### レンタカー事業
- 江別レンタカー

### 広告事業
- 株式会社　第一広告